# アレキサンダー・ビレンキン

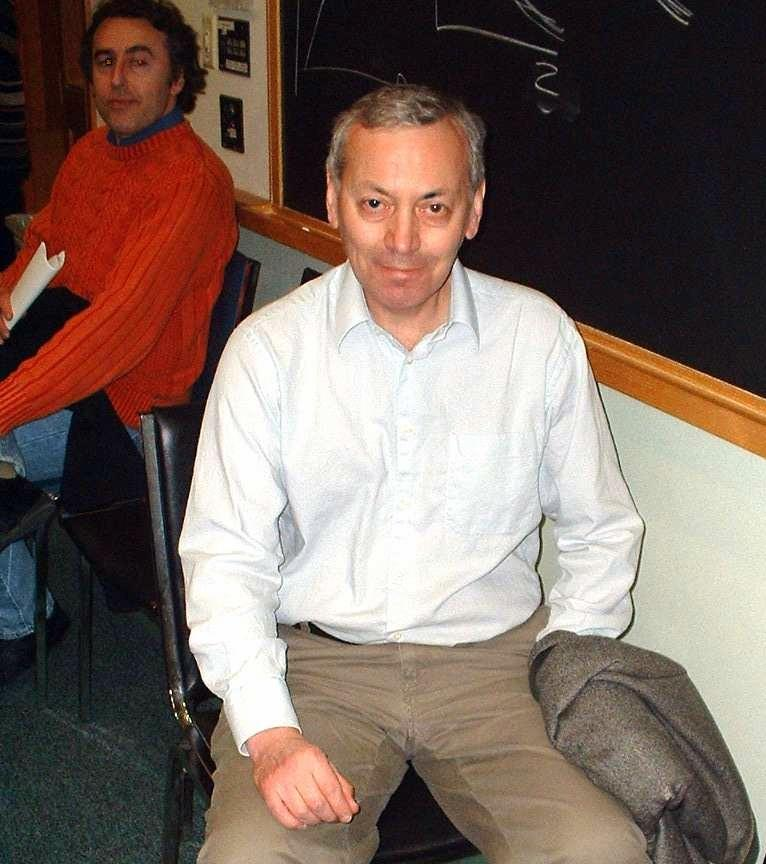
ハーバード大学でのビレンキン

アレキサンダー・ビレンキン（ロシア語: Алекса́ндр Виле́нкин; ウクライナ語: Олександр Віленкін、1949年5月13日 -）は物理学教授であり、タフツ大学の宇宙学研究所の所長を務める。ソ連ウクライナのハルキウ出身。25年にわたり現代宇宙論の分野で活動する理論物理学者であり、これまでに150以上の論文を執筆している。

## 研究
Paul Steinhardtが1982年に永久インフレーションの最初のモデルを発表してすぐに、永久インフレーションは包括的なものであることを示した。さらに、Arvin Bordeとアラン・グースとともに、インフレーションの期間は始まりを持たなくてはならず、一定時間がそれより前に存在する必要があることを示した。これはインフレーション前の条件を説明する理論がなければ、インフレーションが起こる可能性を決定することができないことによる、インフレーション理論の問題を表している。確率は非常に小さいが、初期条件の問題という結果になることを示唆する証拠が存在する。
また、量子真空から、宇宙の量子創造の考えを導入した。さらに、宇宙ひもでの業績は現在でも重要な位置を占めている。
物質がないだけでなく、空間や時間さえもない「無(nothing)」から非常に小さい宇宙が自発的につくられるという理論を1982年に発表した。
学部生としてハルキウ大学で物理学を学んでいたとき、KGBからの仕事の依頼を断ったことで、大学院進学のブラックリストに入れられた。その後、建設旅団に徴兵され、その後は夜間の警備員として州立動物園に勤務し、余暇に物理学の研究を行った。
1976年、ユダヤ人難民としてアメリカへ移住し、バッファローでPh.D.を取得した。彼の業績はアメリカ、ヨーロッパ、ソ連、日本の多くの新聞・雑誌記事や多くの本に掲載されている。

## 著作
- Many Worlds in One: The Search for Other Universes (July 2006).
- Cosmic Strings and Other Topological Defects by A. Vilenkin, E. P. S. Shellard, Alexander Vilenkin, and E. Paul S. Shellard (Paperback - Jul 31, 2000)